# Red svetog Save
Red svetog Save bilo je državno odlikovanje u Kraljevini Srbiji (1883—1918) i Kraljevini Jugoslaviji (1918—1945), a danas ga dodeljuje prijestolonasljednik kraljevskog doma Karađorđevića.
Odlikovanje je uveo srpski kralj Milan I. 1883. Red je osnovan kao priznanje civilima za zasluge u umjetnosti i znanosti. 1914. promjenom je omogućeno da ovo odlikovanje nose i vojnici za vojne zasluge. Postoji i bratska organizacija s istim imenom, Odani red svetog Save, organiziran zbog socijalnog pomaganja američkih Srba sa sjedištem u Milwaukeeu, Wisconsin.
Postoje tri stupnja ovoga reda, 1., 2. i 3. stupanj.

## Poznati nositelji
- Bogoljub Karić - gospodarstvenik ("Braća Karić")
- Dejan Bodiroga - košarkaš
- Vlade Divac - košarkaš
- Vladeta Jerotić - književnik i psihijatar
- Miroslav Mišković - gospodarstvenik ("Delta")
- Milka Forcan - gospodarstvenik ("Delta")
- Slobodan Radulović - gospodarstvenik ("C Market")
- Obrad Spremić - gospodarstvenik ("Simens")
- Leon Štukelj - gimnastičar i višestruki olimpijski pobjednik
- Draško Petrović - gospodarstvenik ("Telekom Srbija")
- Nenad Bogdanović - gradonačelnik Beograda
- Marko Petrović - za „Dunav osiguranje“
- Siniša Nikolić - za Direkciju za građevinsko zemljište i izgradnju Beograda
- Miroslav Gligorijević - gospodarstvenik ("Titan Cementara Kosjerić")
- Milijana Okilj - Arhitekt iz Banje Luke, Zavod za zaštitu kulturno-istorijskog i prirodnog nasljeđa Republike Srpske.
- Dmitrij Medvedev, predsjednik Rusije
- Radoš Ljušić, srpski povjesničar.
- Matija Bećković, srpski književnik.
- Alojzije Mišić, biskup mostarsko-duvanjski i apostolski upravitelj trebinjsko-mrkanski.